# Verzonken kogelzwam
De verzonken kogelzwam (Euepixylon udum) is een schimmel behorend tot de familie Xylariaceae. Hij leeft saprotroof op loofhout. Hij komt onder andere voor op Eik (Quercus) en Tamme kastanje (Castanea sativa).

## Kenmerken

### Uiterlijke kenmerken
De stromata zijn verzonken 1,5-10 mm lang, vaak samenvloeiend en bredere plekken vormend. Het stromataal oppervlak donkerbruin tot zwart bij jonge vruchtlichamen met een okergeel-witte poederachtige buitenkant. Perithecia zijn 0,5-0,9 (-1,1) mm in diameter en 0,7-1,1 mm hoog.

### Microscopische kenmerken
De asci zijn 8-sporig en hebben een schijfvormige amyloïde apicale ring 1,5-2 µm hoog × 4-5 µm breed. De ascosporen zijn bruin, ellipsoïde bijna gelijkzijdig en meten 23-32 × 9-12,5 µm. De kiemspleet is poroïde ellipsoïde en is 5-7 µm lang en 2-3 µm breed en loopt aan de meer bolle kant wanneer ascosporen ongelijkzijdig zijn. De onrijpe ascosporen hebben een vluchtig en onopvallend hyaliene afgerond cellulair aanhangsel van 2 × 2 µm.

## Verspreiding
In Nederland komt de verzonken kogelzwam zeldzaam voor. Hij staat het op de rode lijst in de categorie 'Gevoelig'.